# Hoa hậu Sắc đẹp Quốc tế 2024
Hoa hậu Sắc đẹp Quốc tế 2024 là cuộc thi lần thứ 2 của Hoa hậu Sắc đẹp Quốc tế, được tổ chức vào ngày 21 tháng 12 năm 2024 tại Nhà Thi đấu Nguyễn Du, Quận 1, Thành phố Hồ Chí Minh, Việt Nam. Hoa hậu Sắc đẹp Quốc tế 2023 cô Luma Russo đến từ Brazil đã trao lại vương miện cho người kế nhiệm, cô Rashmita Rasindran đến từ Malaysia vào đêm chung kết.

## Thông tin cuộc thi
Vào ngày 24 tháng 6 năm 2024, trên trang chủ chính thức cuộc thi thông báo rằng ấn bản thứ 2 sẽ được tổ chức từ ngày 12 đến 24 tháng 8 và được tổ chức tại Hoa Kỳ. Nhưng khi đến ngày 1 tháng 8, trang chủ thông báo rằng cuộc thi sẽ được hoãn lại vì tình hình chính trị căng thẳng ở Hoa Kỳ và nhiều thí sinh không xin được thị thực.
Ngày 14 tháng 10 năm 2024, Miss Charm thông báo cuộc thi Miss Charm 2024 sẽ được tổ chức từ ngày 9 tháng 12 đến ngày 21 tháng 12 năm 2024.

## Kết quả

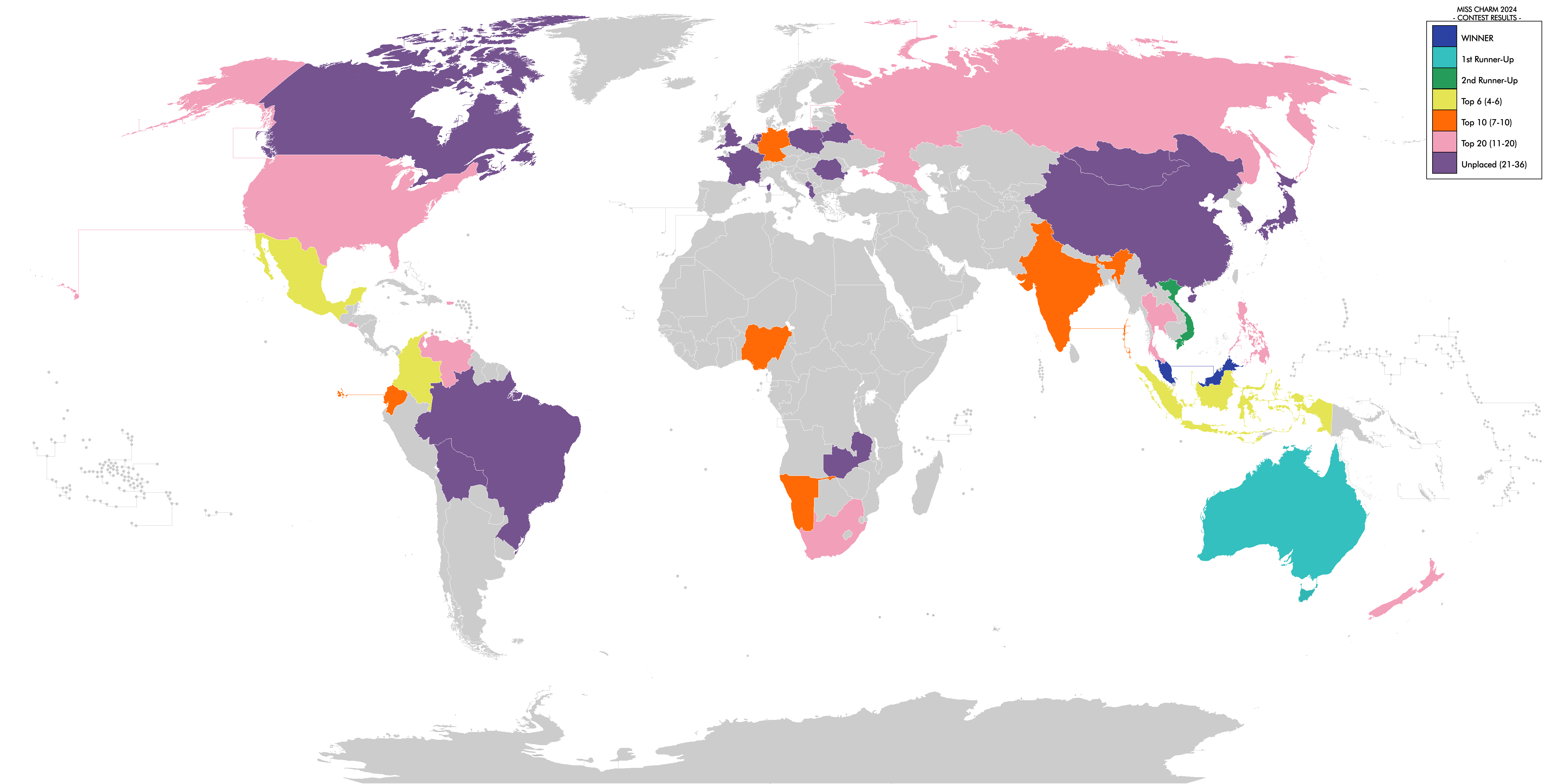
Kết quả chung cuộc của cuộc thi Hoa hậu Sắc đẹp Quốc tế 2024.

### Thứ hạng
| Kết quả                      | Thí sinh |
| ---------------------------- | --- |
| Hoa hậu Sắc đẹp Quốc tế 2024 | - Malaysia – Rashmita Rasindran |
| Á hậu 1                      | - Úc – Alana Deutsher-Moore |
| Á hậu 2                      | - Việt Nam – Nguyễn Thị Quỳnh Nga § |
| Top 6                        | - Colombia – Vanesa Velásquez Valencia - Indonesia – Melati Tedja Δ - Mexico – Xiadani Saucedo Arrieta |
| Top 10                       | - Ecuador – Delary Georgette Stoffers Villón - Đức – Maria Ignat - Ấn Độ – Shivangi Samar Desai - Namibia – Georgia Garises - Nigeria – Hannah Onosetale Iribhogbe ¥ |
| Top 20                       | - El Salvador – Alejandra Guajardo - New Zealand – Georgia Waddington - Philippines – Kayla Jean Carter - Puerto Rico – Carolina Mía Gómez Cumba - Nga – Polina Ivanova - Nam Phi – Silindokuhle Mbali Dlamini - Thái Lan – Pornsirikul Puatha - Hoa Kỳ – Angel Reyes - Venezuela – Fernanda Isabel Rojas Ramírez |

§: Thí sinh được vào Top 6 nhờ đứng hạng nhất trong cuộc thi bình chọn của khán giả.
Δ: Thí sinh được vào Top 10 nhờ đứng hạng hai trong cuộc thi bình chọn của khán giả.
¥: Thí sinh được vào Top 20 nhờ đứng hạng ba trong cuộc thi bình chọn của khán giả.

### Thứ tự công bố
| 1. Namibia 2. Malaysia 3. Thái Lan 4. New Zealand 5. Đức 6. Hoa Kỳ 7. Nam Phi 8. El Salvador 9. Việt Nam 10. Philippines 11. Venezuela 12. Ecuador 13. Nga 14. Puerto Rico 15. Úc 16. Mexico 17. Ấn Độ 18. Colombia 19. Nigeria 20. Indonesia | 1. Indonesia 2. Malaysia 3. Colombia 4. Ấn Độ 5. Đức 6. Namibia 7. Úc 8. Ecuador 9. Mexico 10. Nigeria | 1. Việt Nam 2. Malaysia 3. Colombia 4. Úc 5. Mexico 6. Indonesia | 1. Úc 2. Malaysia 3. Việt Nam |

### Các giải thưởng phụ
| Giải thưởng                      | Chiến thắng                            |
| -------------------------------- | -------------------------------------- |
| Trang phục dạ hội đẹp nhất       | - Ấn Độ – Shivangi Samar Desai         |
| Trang phục truyền thống đẹp nhất | - Việt Nam – Nguyễn Thị Quỳnh Nga      |
| Trình diễn áo tắm đẹp nhất       | - Colombia – Vanesa Velásquez Valencia |
| Gương mặt đẹp nhất               | - New Zealand – Georgia Waddington     |
| Fan Vote                         | - Việt Nam – Nguyễn Thị Quỳnh Nga      |
| Hoa hậu Thân thiện               | - Trung Quốc – Chu Nguyệt Nguyệt       |
| Phỏng vấn tốt nhất               | - Việt Nam – Nguyễn Thị Quỳnh Nga      |
| Hoa hậu Truyền thông             | - Indonesia – Melati Tedja             |

## Chương trình

### Hội đồng giám khảo
- Nguyễn Thị Thúy Nga – Chủ tịch Công ty Elite Vietnam, Trưởng Ban Giám Khảo
- Luma Russo – Hoa hậu Sắc đẹp Quốc tế 2023 đến từ Brazil
- Henri Hubert – Giám đốc sáng tạo
- Elisabeth Rolskov – Nhà thiết kế trang sức người Đan Mạch
- Anntonia Porsild – Hoa hậu Siêu quốc gia 2019, Á hậu 1 Hoa hậu Hoàn vũ 2023 đến từ Thái Lan (Với tư cách giám khảo vòng chung kết)
- Evan Luthra – Doanh nhân và nhà đầu tư công nghệ người Ấn Độ (Với tư cách giám khảo vòng chung kết)
- Nguyễn Minh Tuấn – Nhà thiết kế thời trang người Việt Nam (Với tư cách giám khảo vòng chung kết)
- Nie Phạm – Người sáng lập dược liệu Nie Phạm (Với tư cách giám khảo vòng bán kết)

## Thí sinh tham gia
Cuộc thi có tổng cộng 36 thí sinh tham gia: 
| Quốc gia/Vùng lãnh thổ | Thí sinh                         | Tuổi | Quê quán            |
| ---------------------- | -------------------------------- | ---- | ------------------- |
| Albania                | Megi Shehaj                      | 22   | Tirana              |
| Úc                     | Alana Deutsher-Moore             | 22   | Gold Coast          |
| Belarus                | Vitaliya Slovar                  | 18   | Minsk               |
| Bolivia                | Fernanda Antelo Terrazas         | 26   | Santa Cruz          |
| Brazil                 | Thaíz Cristina Jagelski          | 26   | Pérola d'Oeste      |
| Canada                 | Melanie Renaud                   | 27   | Windsor             |
| Trung Quốc             | Chu Nguyệt Nguyệt                | 23   | Thâm Quyến          |
| Colombia               | Vanesa Velásquez Valencia        | 25   | Cartago             |
| Ecuador                | Delary Georgette Stoffers Villón | 24   | Guayaquil           |
| El Salvador            | Alejandra Guajardo               | 28   | Cabañas             |
| Anh                    | Francesca Ziérre                 | 25   | Nottingham          |
| Pháp                   | Alison Carrasco                  | 28   | Corse               |
| Đức                    | Maria Ignat                      | 25   | Frankfurt           |
| Ấn Độ                  | Shivangi Samar Desai             | 22   | Mumbai              |
| Indonesia              | Melati Tedja                     | 25   | Surabaya            |
| Nhật Bản               | Tomoyo Ikeda                     | 27   | Naha                |
| Hàn Quốc               | Kim Nari                         | 21   | Seoul               |
| Malaysia               | Rashmita Rasindran               | 25   | Kuala Lumpur        |
| Mexico                 | Xiadani Saucedo Arrieta          | 27   | Thành phố Mexico    |
| Mông Cổ                | Buyanjargal Bazarsad             | 19   | Ulaanbaatar         |
| Montenegro             | Ana Dedvukaj                     | 22   | Podgorica           |
| Namibia                | Georgia Garises                  | 19   | Windhoek            |
| Hà Lan                 | Rosalie Esmee Hooft              | 27   | Gelderland          |
| New Zealand            | Georgia Waddington               | 22   | Christchurch        |
| Nigeria                | Hannah Onosetale Iribhogbe       | 23   | Edo                 |
| Philippines            | Kayla Jean Carter                | 28   | Talisay             |
| Ba Lan                 | Adrianna Maria Koperska          | 21   | Poznań              |
| Puerto Rico            | Carolina Mía Gómez Cumba         | 27   | Salinas             |
| Romania                | Murariu Georgiana Loredana       | 20   | Timișoara           |
| Nga                    | Polina Ivanova                   | 20   | Engels              |
| Nam Phi                | Silindokuhle Mbali Dlamini       | 27   | Durban              |
| Thái Lan               | Pornsirikul Puatha               | 28   | Prachuap Khiri Khan |
| Hoa Kỳ                 | Angel Reyes                      | 29   | Chicago             |
| Venezuela              | Fernanda Isabel Rojas Ramírez    | 21   | Mérida              |
| Việt Nam               | Nguyễn Thị Quỳnh Nga             | 29   | Hà Nội              |
| Zambia                 | Sheila Singelengele              | 24   | Lusaka              |

### Số thí sinh tham gia của các châu lục
| \| Châu lục \| Châu lục \| \| \| Số thí sinh (%) \| \| Châu Phi \| Châu Phi \| \| 4 (11,11%) \| 4 (11,11%) \| \| Châu Á \| Châu Á \| \| 10 (27,78%) \| 10 (27,78%) \| \| Châu Âu \| Châu Âu \| \| 10 (27,78%) \| 10 (27,78%) \| \| Bắc Mỹ \| Bắc Mỹ \| \| 5 (13,89%) \| 5 (13,89%) \| \| Nam Mỹ \| Nam Mỹ \| \| 5 (13,89%) \| 5 (13,89%) \| \| Châu Đại Dương \| Châu Đại Dương \| \| 2 (1%) \| 2 (1%) \| |                |  |             |                 |
| Châu lục | Châu lục       |  |             | Số thí sinh (%) |
| Châu Phi | Châu Phi       |  | 4 (11,11%)  | 4 (11,11%)      |
| Châu Á | Châu Á         |  | 10 (27,78%) | 10 (27,78%)     |
| Châu Âu | Châu Âu        |  | 10 (27,78%) | 10 (27,78%)     |
| Bắc Mỹ | Bắc Mỹ         |  | 5 (13,89%)  | 5 (13,89%)      |
| Nam Mỹ | Nam Mỹ         |  | 5 (13,89%)  | 5 (13,89%)      |
| Châu Đại Dương | Châu Đại Dương |  | 2 (1%)      | 2 (1%)          |

## Chú ý

### Lần đầu tham gia
| - Albania - Úc - Belarus - Canada - Ecuador - El Salvador - Pháp | - Montenegro - Namibia - New Zealand - Nigeria - Romania - Hoa Kỳ |

### Thay thế
- Ecuador – Delary Georgette Stoffers Villón đã thay thế Georgette Kalil Roha.
- Anh – Francesca Ziérre đã thay thế Chloe McEwen.
- Indonesia – Lulu Zaharani Krisna đã được thay thế bởi Melati Tedja bởi cô cấn việc học và cuộc thi không có lịch thi cụ thể.
- Hàn Quốc – Kim Nari đã thay thế Kim Dorim.
- Mexico – Tania Estrada Quezada đã được thay thế bởi Xiadani Saucedo Arrieta. Tania bây giờ là Hoa hậu Hoà bình Mexico 2024.
- Hà Lan – Rosalie Esmee Hooft đã thay thế Saartje Langstraat.
- Philippines – Krishnah Gravidez đã thông báo không tham gia cuộc thi trên trang cá nhân của mình. Nhiều người hâm mộ đã nhận ra lý do là vì cuộc thi không có lịch trình cụ thể, rõ ràng. Cô đại diện cho thành phố Baguio tham gia Hoa hậu Thế giới Philippines 2024 và dành chiến thắng. Kayla Jean Carter, Top 20 Hoa hậu Hoàn vũ Philippines 2024 đã được bổ nhiệm thành Hoa hậu Sắc đẹp Philippines 2024 thay cho cô.
- Romania – Murariu Georgiana Loredana đã thay thế Andreea Kira Stan.
- Nga – Polina Ivanova đã thay thế Anna Vladislavovna Linnikova.
- Thái Lan – Pornsirikul Puatha đã thay thế Arabella Sitanan Gregory. Arabella đại diện cho Thái Lan tại Hoa hậu Liên lục địa 2024.
- Venezuela – Fernanda Isabel Rojas Ramírez đã thay thế Anna Blanco bởi Anna không có thị thực của Hoa Kỳ.
- Zambia – Sheila Singelengele đã thay thế Cecilia Kongwa.

### Bỏ cuộc
| - Bangladesh - Campuchia - Costa Rica - Cộng hòa Dominica - Eritrea - Myanmar | - Nicaragua - Bồ Đào Nha - Singapore - Nam Sudan - Ukraine - Wales |

### Không tham gia
| - Argentina – Alina Luz Akselrad - Chile – Sofia Depassier - Hungary – Nóra Kenéz - Iran – Mahrou Ahmadi - Ý – Sofia Ferraris - Kazakhstan – Diana Tashimbetova - Kosovo – Engjëllushe Zhuniqi | - Latvia – Jelizaveta Romanenko - Pakistan – Sawera Saeed - Paraguay – Leah Ashmore - Peru – Romina Lozano - Senegal – Amy Guèye - Somalia – Hibaq Ahmed - Tây Ban Nha – Andrea de las Heras |

## Tham dự cuộc thi sắc đẹp quốc tế khác
| Quốc gia/Vùng lãnh thổ | Thí sinh                         | Cuộc thi                              | Thứ hạng       | Đại diện    |
| ---------------------- | -------------------------------- | ------------------------------------- | -------------- | ----------- |
| Canada                 | Melanie Renaud                   | Miss International 2023               | Không đạt giải | Canada      |
| Trung Quốc             | Chu Nguyệt Nguyệt                | Miss Tourism Queen International 2019 | Á hậu 3        | Trung Quốc  |
| Ecuador                | Delary Georgette Stoffers Villón | Miss Universe 2023                    | Không đạt giải | Ecuador     |
| El Salvador            | Alejandra Guajardo               | Miss Universe 2022                    | Không đạt giải | El Salvador |
| Pháp                   | Alison Carrasco                  | Miss Earth 2022                       | Không đạt giải | Pháp        |
| Pháp                   | Alison Carrasco                  | Miss Global 2023                      | Không đạt giải | Pháp        |
| Đức                    | Maria Ignat                      | Miss Supranational 2023               | Không đạt giải | Đức         |
| Hàn Quốc               | Kim Nari                         | Miss Planet International 2023        | Top 17         | Hàn Quốc    |
| Mexico                 | Xiadani Saucedo Arrieta          | Miss Orb International 2024           | Top 5          | Mexico      |
| Mông Cổ                | Buyanjargal Bazarsad             | Miss CosmoWorld 2024                  | Không đạt giải | Mông Cổ     |
| New Zealand            | Georgia Waddington               | Miss International 2023               | Không đạt giải | New Zealand |
| Nigeria                | Hannah Onosetale Iribhogbe       | Miss Universe 2022                    | Không đạt giải | Nigeria     |
| Nam Phi                | Silindokuhle Mbali Dlamini       | Miss Asia Pacific International 2019  | Top 25         | Nam Phi     |
| Venezuela              | Fernanda Isabel Rojas Ramírez    | Reina Hispanoamericana 2024           | Phó hậu        | Venezuela   |